# Dracaena aletriformis
Dracaena aletriformis är en sparrisväxtart som först beskrevs av Adrian Hardy Haworth, och fick sitt nu gällande namn av Jan Justus Bos. Dracaena aletriformis ingår i släktet dracenor, och familjen sparrisväxter. Inga underarter finns listade i Catalogue of Life.

## Bildgalleri

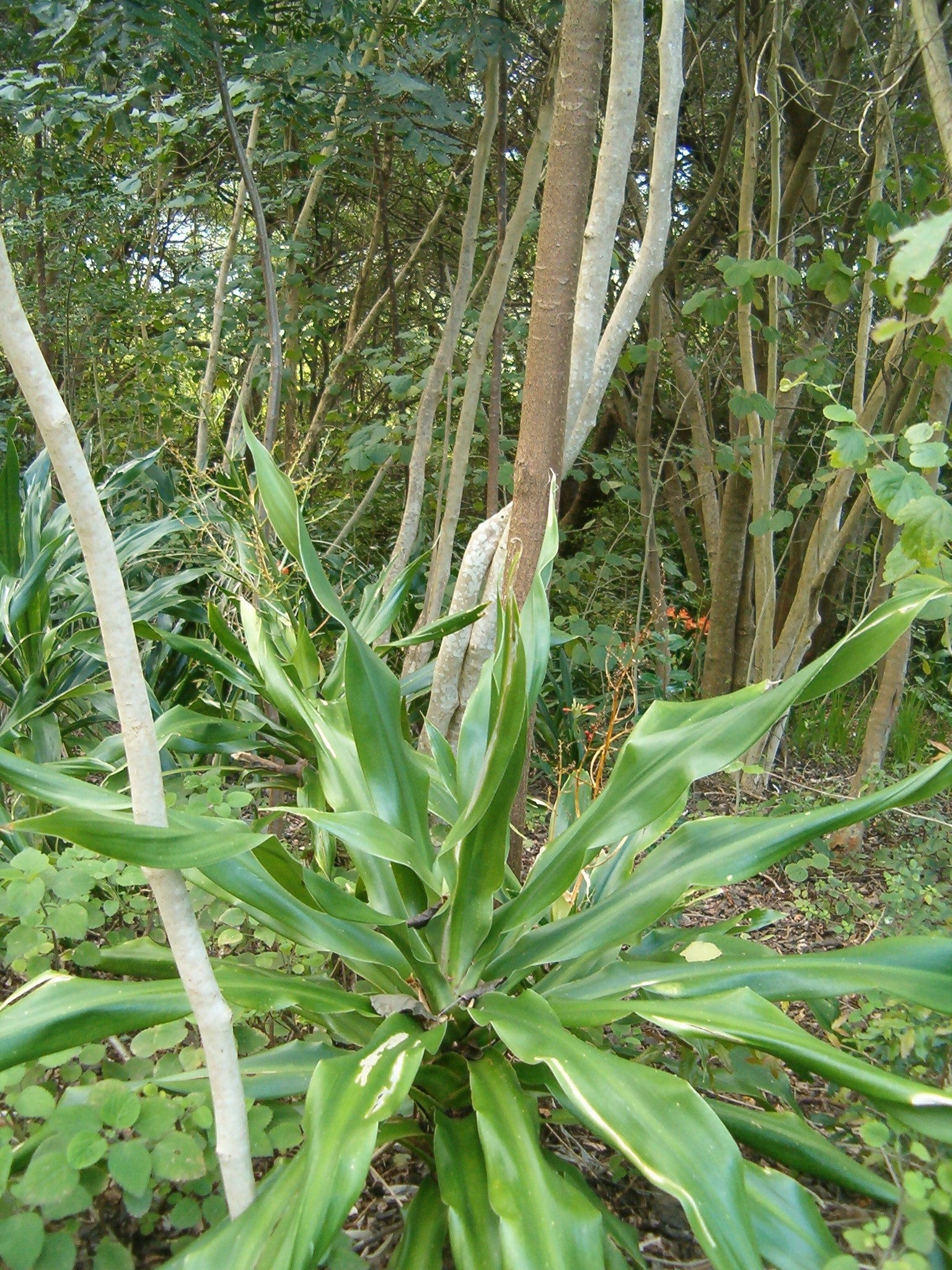
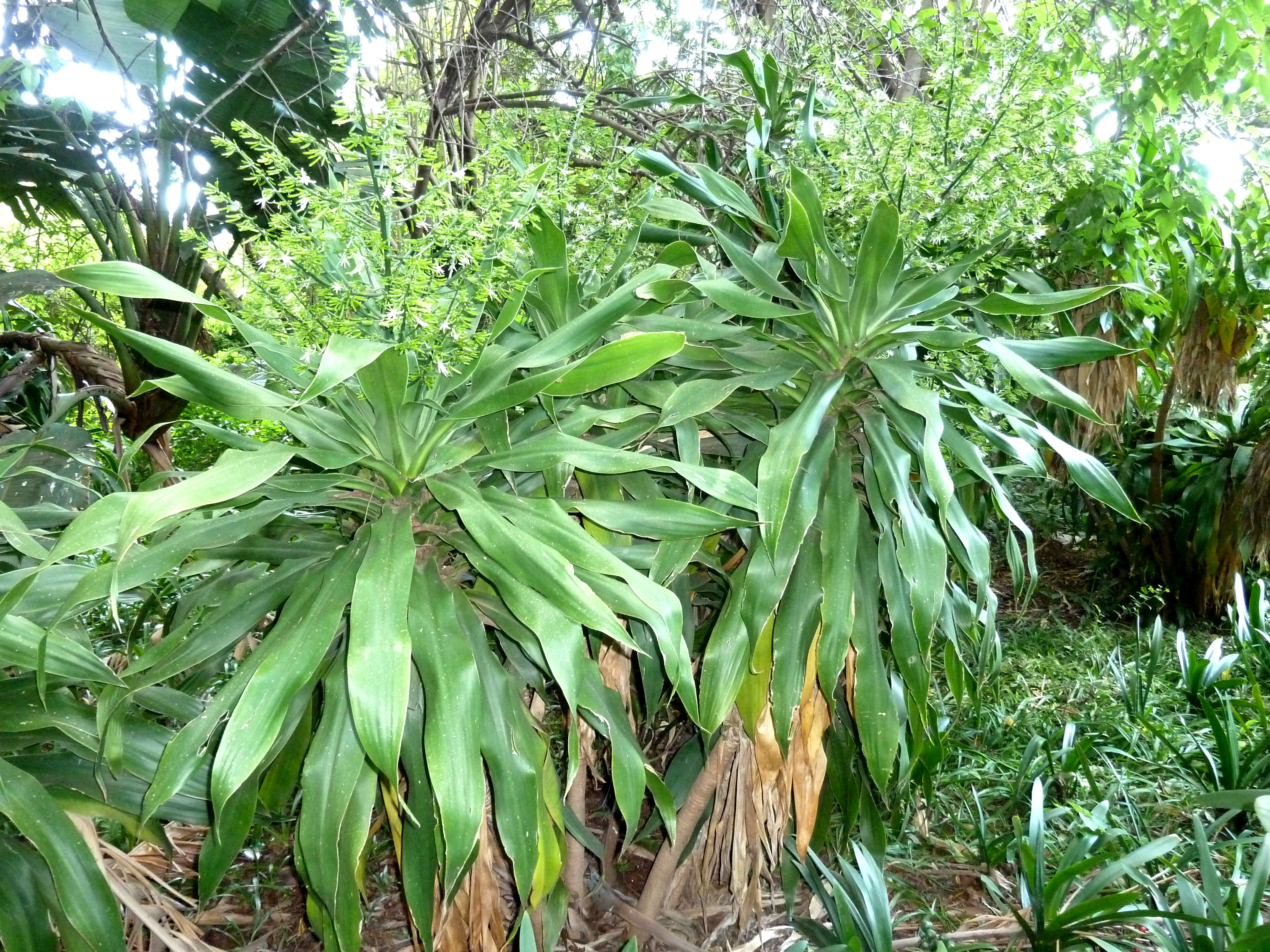
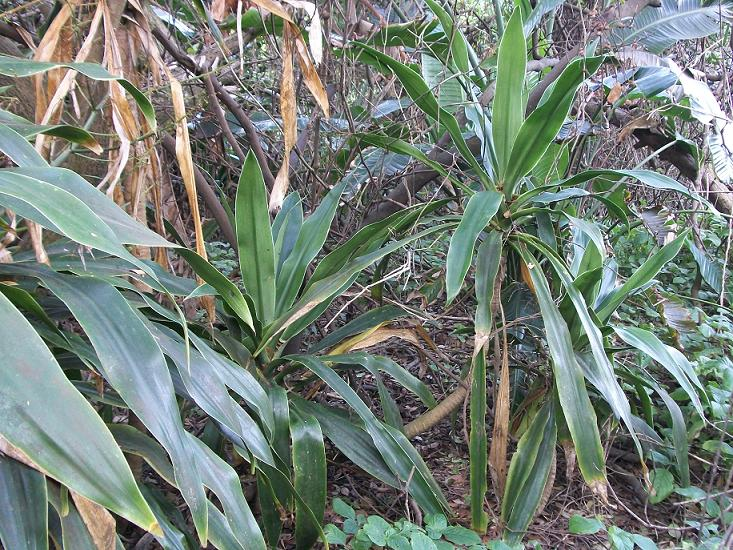
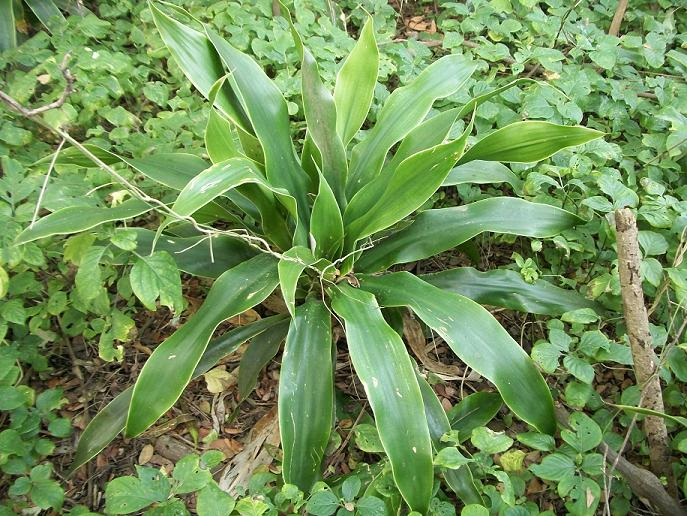
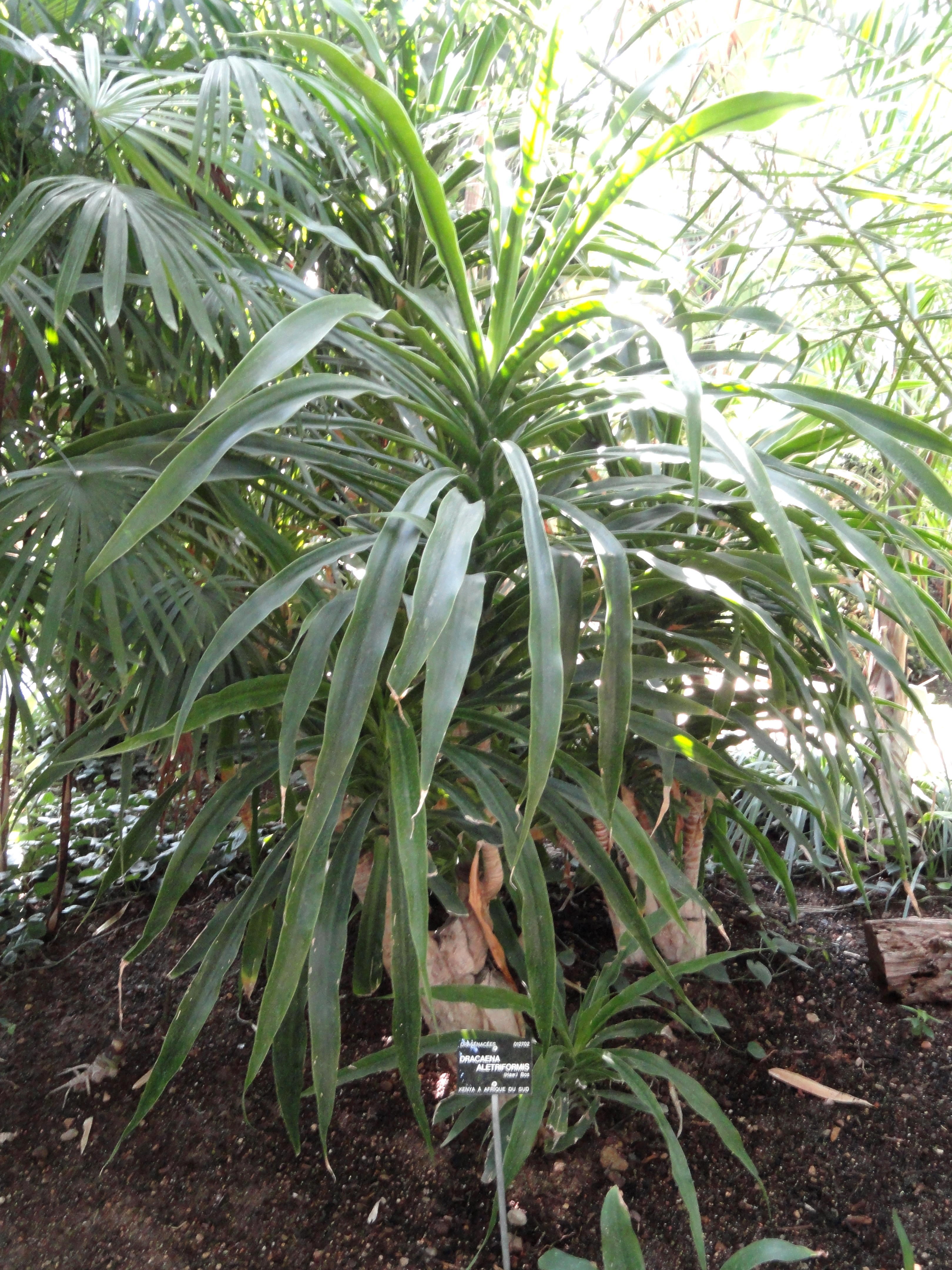